# اللغة والدين والتقاليد (كتاب)
اللغة والدين والتقاليد هو كتاب ألفه زكي مبارك في مشاركته في «المسابقة الكبرى». ويتناول الكتاب مواضيغ اللغة والدين والتقاليد من وجهة نظر زكي مبارك وفي سياق دور هذه المواضيع في تدعيم استقلال مصر عن الإنجليز.

## المسابقة الكبرى
هي مسابقة أدبية أقامتها الدولة المصرية في أوائل عام 1936. شملت المسابقة النثر في موضوع «اللغة والدين والعادات باعتبارها من مقومات الاستقلال». كان يُمكن المشاركة بالشعر أيضًا ولكن كان موضوعه هو تأليف نشيد وطني جديد.
كانت جائزة المسابقة 100 جنيه مصري. واشترك في هذه المسابقة الكثير من الأدباء والشعراء وقُسمت الجائزة على عدد من الفائزين من بينهم زكي مبارك.

## موضوع الكتاب
يقع الكتاب في 42 باب قصير يتحدث فيهم زكي مبارك عن إشكاليات لغوية معاصرة لجيله ويتناول علاقتها بالاستقلال.